# 新舞子海水浴場

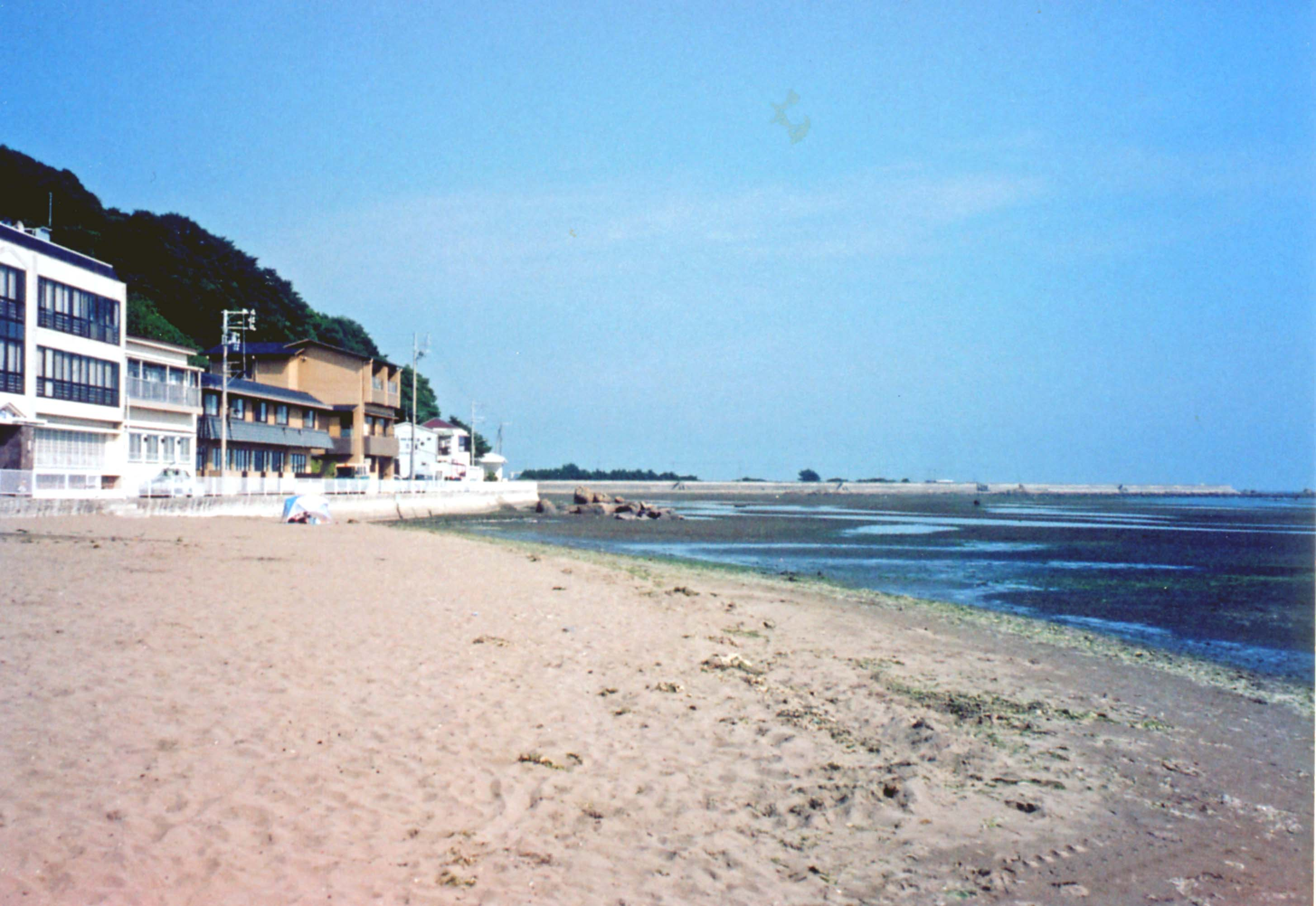
新舞子海水浴場(干潮時撮影)

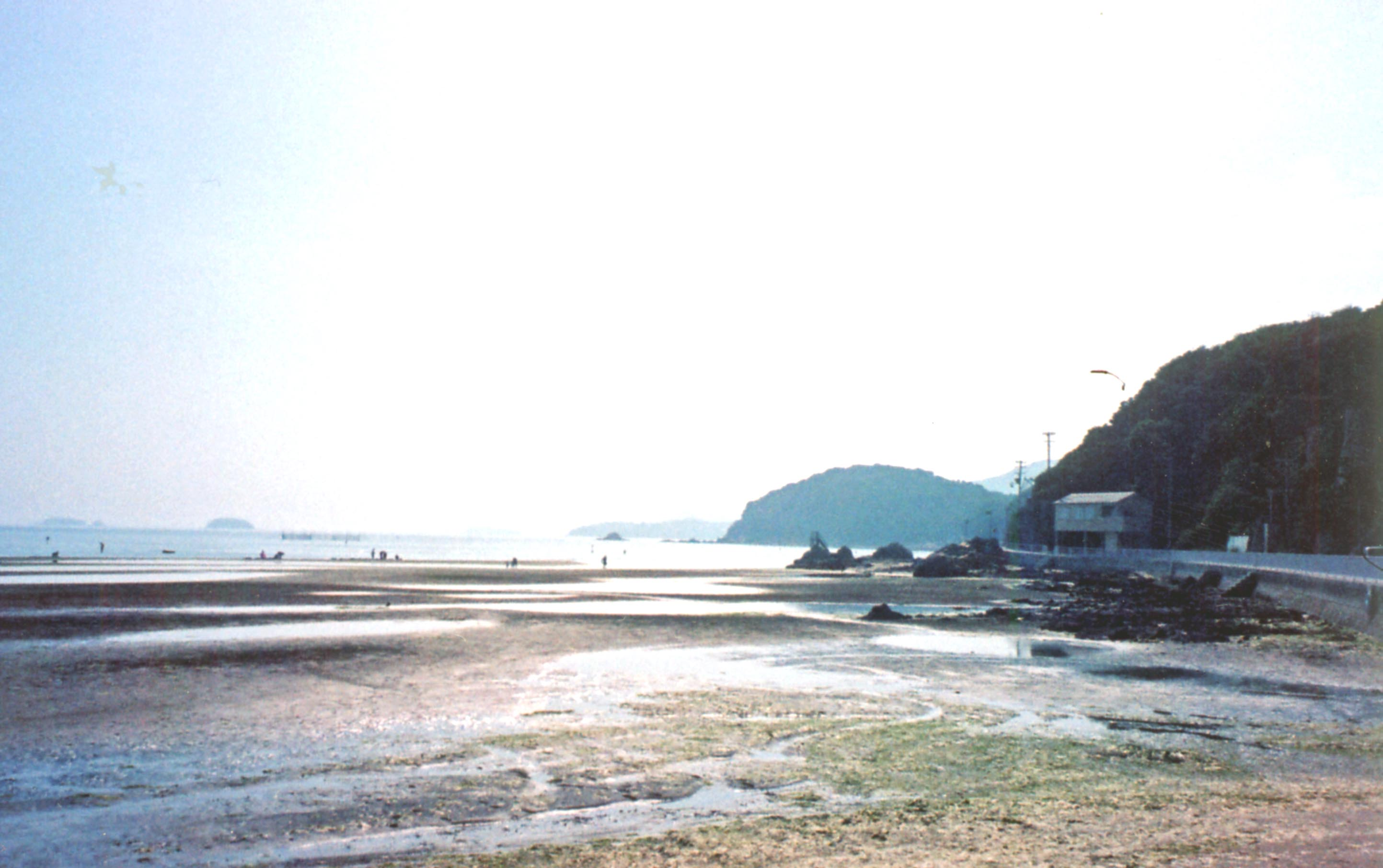
新舞子海水浴場(干潮時撮影)

新舞子海水浴場（しんまいこ かいすいよくじょう）は、兵庫県たつの市にある播磨灘に面した海水浴場。遠浅の砂浜および干潟が約1kmにわたって東西に広がり、新舞子浜とも呼ばれる。

## 概要
たつの市の観光地のひとつであり、地元や県内外から多くの人が利用する。潮干狩り期間中は組合によって養殖アサリが放流されるほか、浜に自然に生息しているマテガイも採ることができる。7月中旬の「みつ海まつり サンセットフェスティバル」など、さまざまなイベントが行われる。
冬に日の出と干潮と重なると、浜の各所に残った潮だまりが陽光を反射して、美しく輝く。一時、浜の西寄りの砂が東側に流されたが、2012年と2014年の浚渫で元に戻った。

## 主な災害・事故
- 1971年7月18日 - 海岸裏から崖崩れが発生。付近にあった海の家に土砂が直撃して1軒が全壊、2軒が半壊して約60人が生き埋めとなった。兵庫県警察機動隊、陸上自衛隊員らが救出にあたったが死者6人、負傷者26人を出した[3]。

## 所在地
- 兵庫県たつの市御津町黒崎

## 周辺の施設
- 綾部山梅林
- 御津自然観察公園「世界の梅公園」
- 室津